# Gloster Goral
El Gloster Goral fue un biplano monomotor de dos plazas construido a finales de la década de 1920, según un contrato del Ministerio del Aire para un avión militar de uso general. No ganó el concurso y sólo se construyó una unidad.

## Diseño y desarrollo
En 1927, impulsado por las presiones contradictorias de un parque de aeronaves envejecido tras la Primera Guerra Mundial y la continua necesidad de ahorro, el Ministerio del Aire se sintió atraído por la idea de una máquina multitarea de propósitos generales que utilizara muchos componentes de las grandes existencias de Airco DH.9A acumuladas diez años antes. El resultado fue la Especificación 26/27 del Ministerio del Aire, que también promovía el uso de una estructura metálica para uso en ultramar y del abundante motor Napier Lion. Al menos ocho constructores respondieron, y el Goral fue la propuesta de Gloster.
El Goral era un biplano con estructura totalmente metálica recubierta de tela, con las alas del DH.9A de dos vanos y ligero decalaje, con soportes interplanares paralelos. Todas las alas contaban con alerones. El fuselaje era ovalado en sección transversal y bastante delgado. El plano de cola, con arriostramiento mediante cable y punta redondeada, llevaba elevadores no compensados, pero el pequeño empenaje llevaba un timón de dirección compensado por superficie con punta cuadrada. El piloto se sentaba bajo el recorte del borde de salida del ala, con el artillero detrás, con su ametralladora sobre un anillo, montado en la plataforma trasera elevada. El tren de aterrizaje tenía un solo eje, fijado al fuselaje cerca del larguero delantero y hacia delante hasta el cortafuegos del motor.
El Goral estaba propulsado por un motor radial Bristol Jupiter VIA  de 315 kW (425 hp) en lugar del Lion propuesto, moviendo una hélice bipala de paso fijo de 3,65 m. Los escapes del motor discurrían por ambos lados del fuselaje inferior, desde el largo morro del Goral hasta debajo de la cabina del artillero.
El Goral fue diseñado para permitir la sustitución de las alas por las de las existencias de DH.9A, y el fuselaje se construyó de forma que los componentes metálicos pudieran sustituirse por otros de madera para optimizar las posibilidades de venta en el extranjero. Sin embargo, estas no se materializaron, a pesar del interés argentino hasta 1931. En casa, el Goral había competido por el contrato del Ministerio del Aire casi inmediatamente después de su primer vuelo, en febrero de 1927. El ganador del concurso fue el Westland Wapiti.

### El nombre
Goral es el nombre local de un antílope-cabra nativo de las montañas del norte de la India, el Naemorhedus goral.

## Especificaciones
Referencia datos: James, 1971, pp. 139

### Características generales
- Tripulación: Dos (piloto y artillero)
- Longitud: 9,4 m (30,8 ft)
- Envergadura: 14,2 m (46,6 ft)
- Altura: 3,3 m (10,8 ft)
- Superficie alar: 45,9 m² (494 ft²)
- Peso vacío: 1268 kg (2794,7 lb)
- Peso cargado: 2014 kg (4438,9 lb)
- Planta motriz: 1× motor radial de 9 cilindros refrigerado por aire Bristol Jupiter VIA.
  - Potencia: 315 kW (434 HP; 428 CV)
- Hélices: Bipala de paso fijo

### Rendimiento
- Velocidad máxima operativa (Vno): 218 km/h (135 MPH; 118 kt) a 1500 m (5000 pies)
- Alcance: 1207 km (652 nmi; 750 mi) (6 h a 3000 m (10 000 pies))
- Techo de vuelo: 6600 m (21 654 ft)
- Régimen de ascenso: 4,7 m/s (925 ft/min) para 4600 m (15 000 pies)

### Armamento
- Ametralladoras: 

  - 1x Vickers de 7,7 mm frontal fija sincronizada
  - 1x Lewis de 7,7 mm montada en un anillo en la cabina del artillero
- Bombas: Provisión para 2 de 104 kg, 4 de 50 kg o 16 de 9 kg

## Aeronaves relacionadas

### Aeronaves similares
- Potez 25
- Bristol Type 93A Beaver
- De Havilland DH.65 Hound
- Fairey IIIF
- Fairey Ferret
- Vickers Type 131 Valiant
- Vickers 116 Vixen V
- Westland Wapiti

### Secuencias de designación
- Secuencia G._ (interna de Gloster): ← SS.19 - G.20 - G.21 - G.22 - G.23 - G.25 - G.27 →